# Oumaima Bedioui
Oumaima Bedioui (ar. أميمة البديوي; ur. 27 stycznia 1998) – tunezyjska judoczka. Olimpijka z Paryża 2024, gdzie zajęła dziewiąte miejsce w wadze półlekkiej.
Uczestniczka mistrzostw świata w 2021, 2022, 2023 i 2024. Startowała w Pucharze Świata w latach 2016, 2017 i 2022-2025. Wygrała igrzyska afrykańskie w 2023 i siódma w 2019. Zdobyła siedem medali na mistrzostwach Afryki w latach 2019 - 2025. Triumfatorka igrzysk panarabskich w 2023. Brązowa medalistka igrzysk śródziemnomorskich w 2022 roku.